# Fools Gold
"Fools Gold" é uma canção da banda britânica The Stone Roses. Foi lançada como single lado A duplo com "What the World Is Waiting For" em 13 de novembro de 1989 pela Silvertone Records. "Fools Gold" apareceu em algumas versões do álbum de estreia autointitulado do grupo. Se tornou a canção mais bem sucedida comercialmente da banda. Foi o primeiro single deles a entrar no top dez do Reino Unido, chegando ao número oito e aparecendo na parada por catorze semanas.

## Gravação e composição
"Fools Gold" e "What the World Is Waiting For" foram gravadas no Sawmills Studios em Cornwall em meados de 1989, com partes adicionais de vocal e guitarra gravadas posteriormente no Battery Studios de Londres, no final de 1989. As faixas haviam sido trabalhadas por quatro meses, e a intenção era colocar "What the World Is Waiting For" como lado A; no entanto, quando Roddy Mckenna, o agente de A&R da Silvertone, ouviu "Fools Gold", ele incentivou a banda a usá-la como lado A. O grupo não ficou completamente convencido e foi acordado, em vez disso, lançar as duas faixas como um lado A duplo.
"Fools Gold" foi descrita como uma canção de Madchester, dance-rock e funk rock. A música dançante apresentou a seção rítmica de Mani no baixo e Reni na percussão. Ian Brown afirmou que a música foi composta baseada em "Funky Drummer", de James Brown, da qual Reni teve que aprender a batida. No entanto, a verdadeira fonte de origem da batida é "Hot Pants", de Bobby Byrd. John Squire também toca guitarra com vários efeitos de pedal wah-wah. Brown canta os vocais de forma sussurrada, da mesma forma que fez na faixa "Something's Burning". A linha de baixo foi inspirada em "Know How" de Young MC, que é um sample da música tema de Shaft, interpretada por Isaac Hayes. A letra faz referência a "These Boots Are Made for Walkin'", de Nancy Sinatra, e ao Marquês de Sade. De acordo com Brown, os versos da canção foram inspirados na adaptação cinematográfica de John Huston, de 1948, de O Tesouro de Sierra Madre e fala sobre "três velhinhos que estão magros e juntam dinheiro para conseguir equipamentos para ir em busca de ouro, então todos traem uns aos outros..."

## Lançamento
O single foi lançado em 1989 e entrou no top dez do Reino Unido. Foi promovido com um videoclipe, mostrando os Stone Roses se apresentando ao ar livre e caminhando pela paisagem vulcânica de Lanzarote, nas Ilhas Canárias. A arte da capa era uma pintura de John Squire, intitulada "Double Dorsal Dopplegänger".
A aparição da banda no mesmo Top of the Pops de novembro com o Happy Mondays, que tocou "Hallelujah", é considerada um "marco cultural", expondo a cena emergente de Madchester a um público mais amplo e popularizando um novo gênero musical orientado para a dança, o baggy.

## Legado
Em maio de 2007, a revista NME colocou "Fools Gold" na posição 32 na lista dos "50 maiores hinos indie de todos os tempos". A mesma publicação a posicionou na 31ª colocação na sua lista das "500 melhores canções de todos os tempos" em 2014.
Em 2009, ouvintes da rádio australiana Triple J elegeram "Fools Gold" a 76ª melhor canção de todas na lista Triple J Hottest 100 of All Time.

## Posição nas paradas musicais
| Parada (1989)                  | Melhor posição |
| ------------------------------ | -------------- |
| Irlanda (IRMA)                 | 9              |
| Reino Unido (UK Singles Chart) | 8              |

| Parada (1990)                                  | Melhor posição |
| ---------------------------------------------- | -------------- |
| Austrália (ARIA)                               | 13             |
| Bélgica (Ultratop 50 de Flandres)              | 27             |
| Finlândia (Suomen virallinen lista)            | 17             |
| Irlanda (IRMA)                                 | 24             |
| Países Baixos (Dutch Top 40)                   | 8              |
| Países Baixos (Single Top 100)                 | 10             |
| Nova Zelândia (Recorded Music NZ)              | 24             |
| Reino Unido (UK Singles Chart)                 | 22             |
| Estados Unidos (Billboard Alternative Airplay) | 5              |
| Estados Unidos (Billboard Dance Club Songs)    | 27             |

| Ano  | Parada                         | Melhor posição |
| ---- | ------------------------------ | -------------- |
| 1995 | Reino Unido (UK Singles Chart) | 25             |
| 1999 | Austrália (ARIA)               | 87             |
| 1999 | Reino Unido (UK Singles Chart) | 25             |
| 2005 | Reino Unido (UK Singles Chart) | 93             |
| 2009 | Reino Unido (UK Singles Chart) | 95             |

| Parada de fim de ano (1990)  | Posição |
| ---------------------------- | ------- |
| Austrália (ARIA)             | 93      |
| Países Baixos (Dutch Top 40) | 70      |

## Certificações
| Região            | Certificação | Vendas   |
| ----------------- | ------------ | -------- |
| Reino Unido (BPI) | Platina      | 600,000‡ |